# (8983) Rayakazakova
(8983) Rayakazakova (1977 ED1) – planetoida z pasa głównego asteroid okrążająca Słońce w ciągu 5,19 lat w średniej odległości 3 au. Odkryta 13 marca 1977 roku.